# Братът на мечката
Братът на мечката (на английски: Brother Bear) е американски анимационен филм от 2003 г. на компанията „Дисни“ номиниран за „Оскар“ за най-добър анимационен филм. През 2006 г. е направено продължение на филма, носещо името „Братът на мечката 2“.